# Undorító fülőke
Az undorító fülőke (Gymnopus foetidus) az Omphalotaceae családba tartozó, Európában és Észak-Amerikában honos, lombos fák korhadó ágain élő, nem ehető gombafaj. 

## Megjelenése
Az undorító fülőke kalapja 1,5-3,5 cm széles, eleinte félgömb alakú, majd széles domborúan, laposan kiterül, a közepe bemélyedhet, közepén kis púppal. Széle szabálytalanul hullámos, csipkés; nedvesen áttetszően bordázott. Felszíne sugarasan ráncolt. Higrofán, színe nedves időben sárgásbarnától sötét vörösbarnáig terjed, kiszáradva bézsbarna.
Húsa vékony, porcos; színe vörösbarna. Szaga dohos, halra vagy rothadó répára emlékeztet, íze kellemetlen, fokhagymaszerű, dohos.
Ritka állású lemezei felkanyarodók vagy kissé a tönkhöz nőttek. Színük fiatalon világosbarna, idősen húsbarnás.
Tönkje 1,5-4 cm magas és max. 0,4 cm vastag. Alakja hengeres vagy kalap alatt benyomott; görbülhet. Színe a kalap alatt vörösbarna, alatta feketévé válik. Felszíne bársonyos.
Spórapora fehér. Spórája megnyúlt ellipszoid, mérete 7,2-10 x 4-5 µm. 

### Hasonló fajok
Külsőre a káposztaszagú fülőkétől alig lehet megkülönböztetni, de a szaguk eltérő.  

## Elterjedése és termőhelye
Európában és Észak-Amerikában honos. Magyarországon elterjedt.
Lombos fák (pl. bükk, gyertyán), ritkán fenyők elhalt, korhadó ágain, tuskóján él. Júniustól októberig terem. 

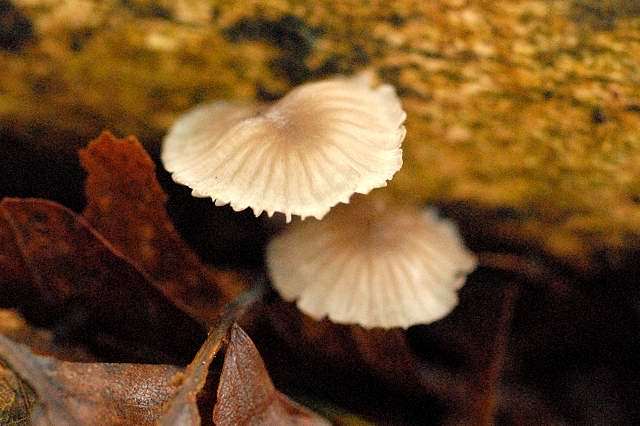
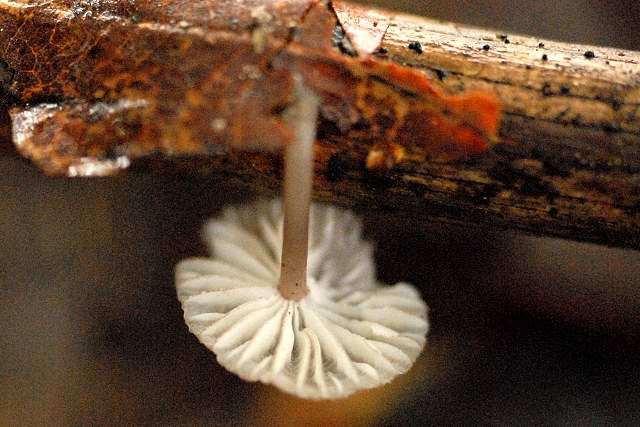
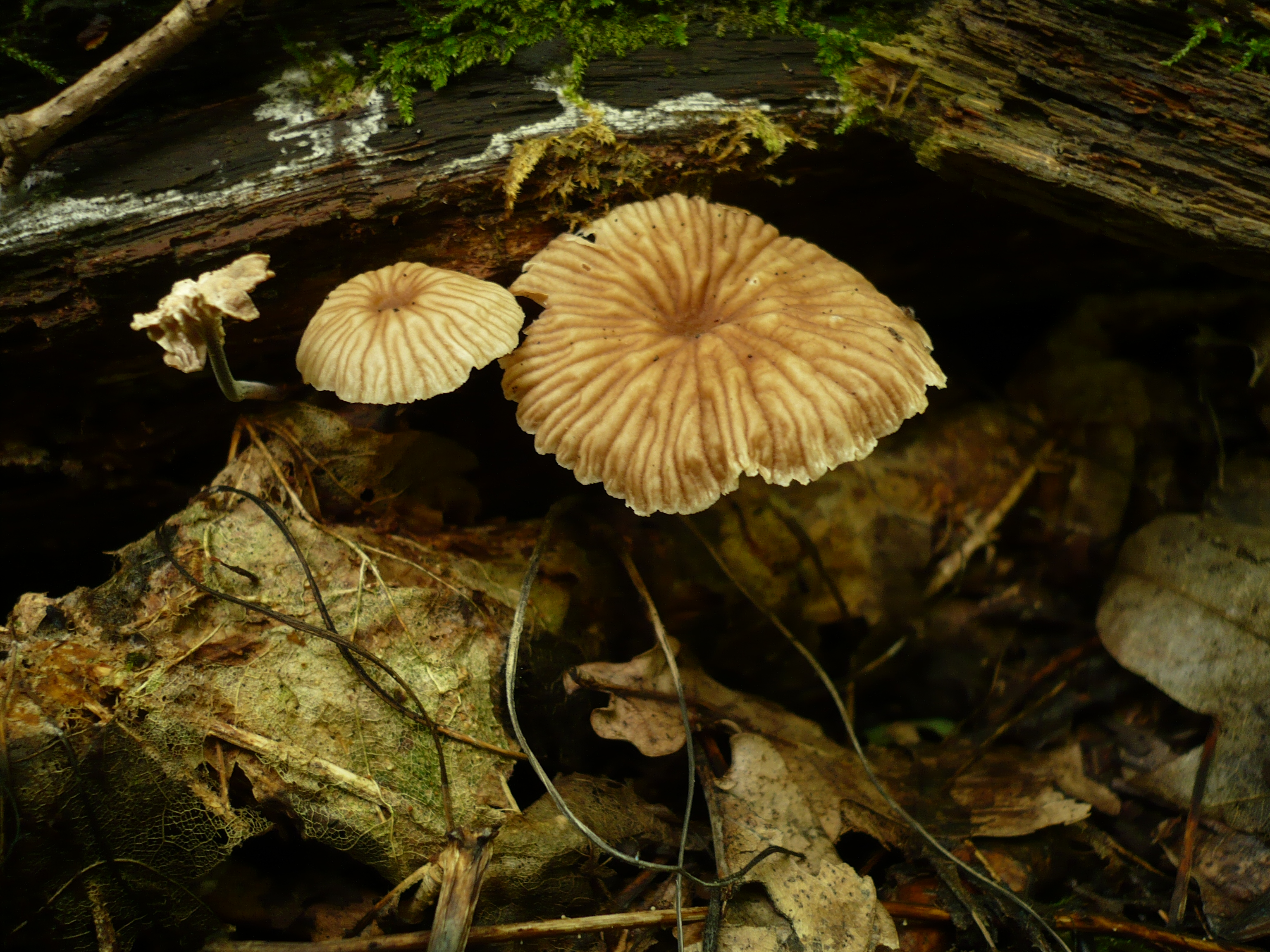
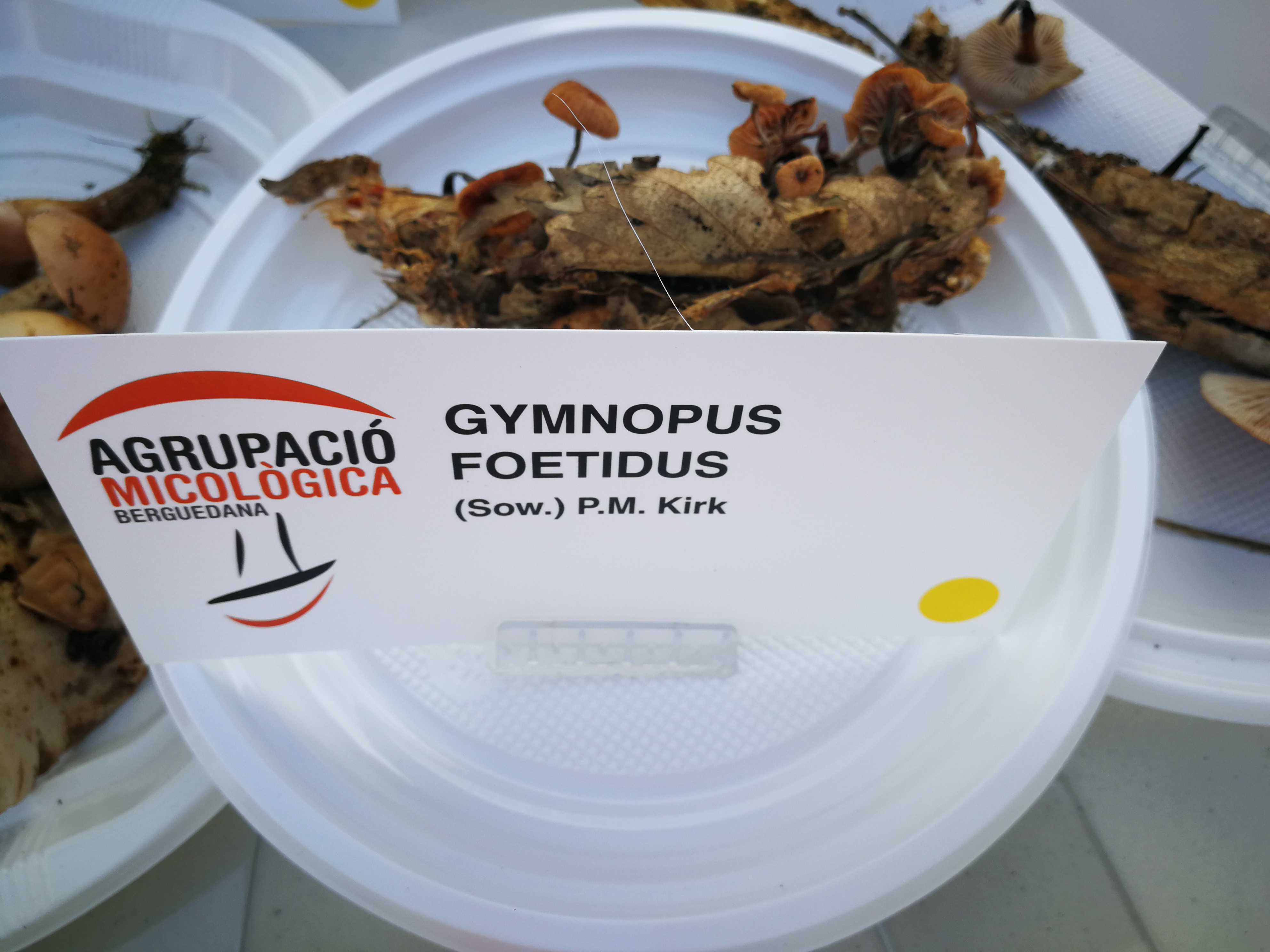
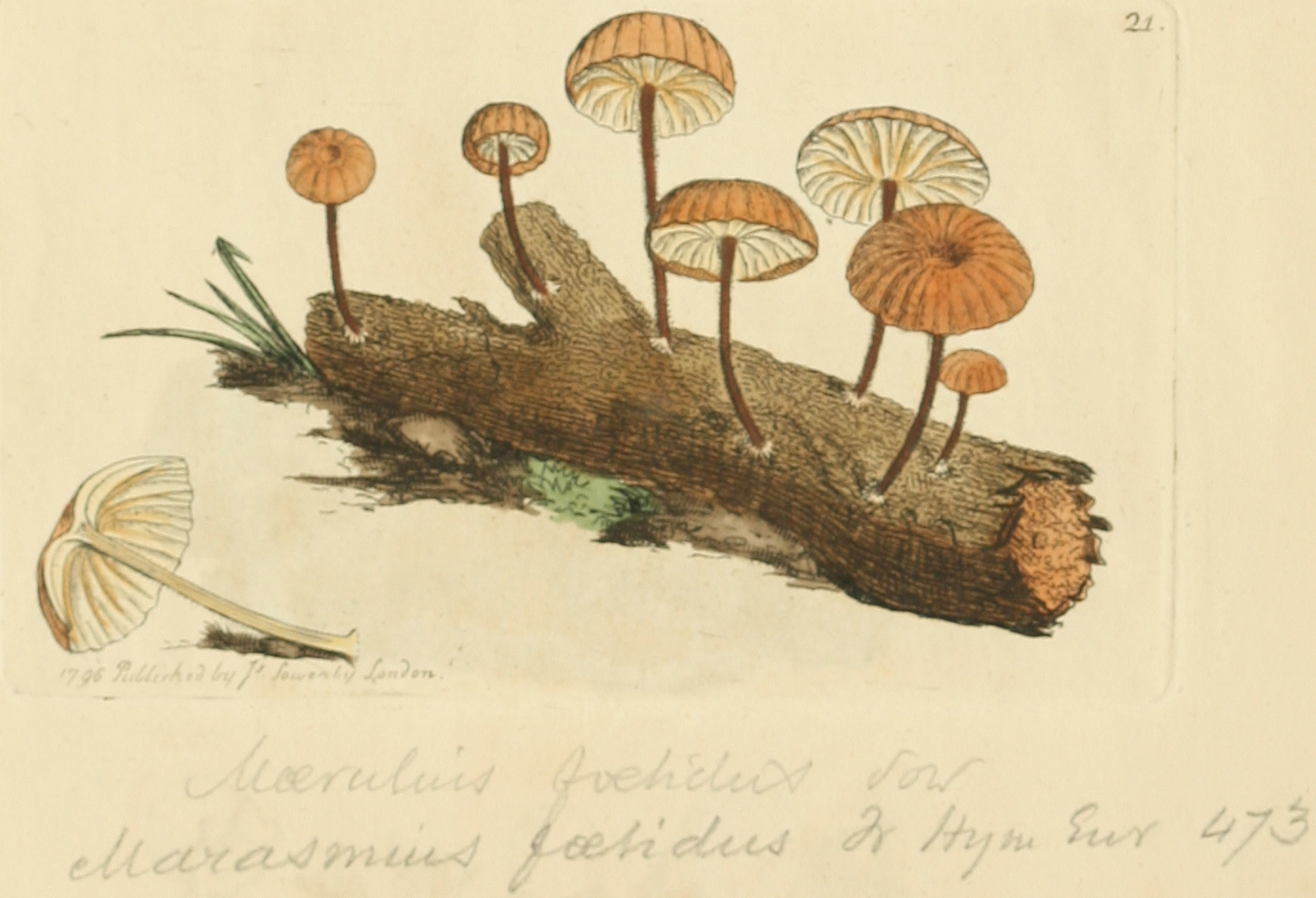

Nem ehető.    